# 垂耳斑皿蛛
垂耳斑皿蛛（学名：Lepthyphantes ancatus）为皿蛛科斑皿蛛属的动物。在中国大陆，分布于湖北等地。该物种的模式产地在湖北。